# Michel Chossudovsky
Michel Chossudovsky, född 1946, är en kanadensisk ekonom, författare och konspirationsteoretiker. Han är professor i ekonomi vid University of Ottawa och (sedan 2001) även ansvarig för "Centre for Research on Globalization". Han har haft uppdrag som ekonomisk rådgivare till flera utvecklingsländer och även arbetat som konsult för internationella organisationer, däribland Förenta Nationerna (FN).